# Карасьов Семен Гаврилович
Семен Гаврилович Карасьов (1892, Російська імперія — ?) — радянський діяч, член ВЦВК. Член Центральної контрольної комісії ВКП(б) у 1930—1934 роках.

## Життєпис
Народився в родині робітника. Працював робітником-фрезерувальником.
Член РСДРП(б) з 1917 року.
З 1918 року — учасник громадянської війни в Росії.
З 1924 року перебував на відповідальній низовій партійній роботі на різних заводах Російської РФСР.
Подальша доля невідома.